# LOOSE
《LOOSE》是日本摇滚组合B'z的第八张录音室专辑。1995年11月22日由Rooms RECORDS于日本发行。，「B+U+M」解散後，B'z回歸的第一張專輯，從此張專輯開始，稻葉開始參與編曲，也是B'z出道至今最高銷量的錄音室專輯。
最終銷量約300萬張，為日本最暢銷專輯第21名。

## 曲目
| 曲序 | 曲目                       | 时长 |
| ---- | -------------------------- | ---- |
| 1.   |                            | 1:04 |
| 2.   | THE LOOSE（）              | 3:32 |
| 3.   | 心願（"BUZZ!!" STYLE）（） | 5:01 |
| 4.   | 夢見山丘（）               | 4:40 |
| 5.   |                            | 4:57 |
| 6.   | 永不消逝的彩虹（）         | 3:37 |
| 7.   |                            | 3:20 |
| 8.   |                            | 4:40 |
| 9.   | 不能没有敵人（）           | 3:14 |
| 10.  | 砂之花瓣（）               | 3:41 |
| 11.  | 即使沒有我美麗的愛情（）   | 4:04 |
| 12.  |                            | 2:53 |
| 13.  |                            | 4:09 |
| 14.  |                            | 0:59 |

## 製作人員
- 松本孝弘：吉他・全曲作曲・編曲
- 稻叶浩志：主唱・和声・全曲作詞・編曲（#2-6.10-13）
- 池田大介：編曲（#2.6-8.11）
- 明石昌夫：电贝司（#2.3.7.9.11.13）・編曲（#9）
- 伊藤広規：电贝司（#4-6）
- 六川正彦：电贝司（#10）
- 青山純：鼓手（#2-7.9.11.13）
- そうる透：鼓手（#10）
- 小野塚晃：钢琴・风琴・合成器（#3-6.9-13）・程序
- 増田隆宣：风琴（#9）
- 佐々木史朗：小号（#2.3.7）
- 小林太：小号（#2.3.7）
- 数原晋：小号（#9）
- 林研一郎：小号（#9）
- 中路英明：长号（#2.3.7）
- 中川英二郎：长号（#9）
- 平原智：萨克斯管（#9）
- 勝田かず樹：萨克斯管（#2.3.7）
- 妹尾隆一郎：口琴（#5）
- HIIRO STRINGS（日色弦乐团）：弦乐（#4.6.7.11）
- SHINOZAKI STRINGS（篠崎弦乐团）：弦乐（#8）
- 生沢佑一：和声（#3）
- 千葉彩由実：和声（#3）
- 古川真一：和声（#6）
- 岩切玲子：和声（#7）
- 宇徳敬子：语音（#8）
- 森朱美：歌剧（#8）